# Чемпионат СССР по самбо 1963
17-й чемпионат СССР по самбо проходил в Тбилиси с 4 по 6 октября (категории до 56 кг, до 64 кг, до 72 кг, до 85 кг — всего 83 участника) и в Киеве с 11 по 13 октября 1963 года (категории до 60 кг, до 68 кг, до 77 кг, свыше 85 кг — всего 80 участников).

## Медалисты
| Весовая категория           | Золото                                         | Серебро                                 | Бронза                                     |
| --------------------------- | ---------------------------------------------- | --------------------------------------- | ------------------------------------------ |
| Наилегчайший вес (до 56 кг) | Валентин Савченко Советская Армия (Свердловск) | Борис Корнюшин Советская Армия (Москва) | Лаврентий Кациашвили «Колмеурне» (Тбилиси) |
| Легчайший вес (до 60 кг)    | Ярослав Керод Советская Армия (Ленинград)      | Василий Лизунов «Динамо» (Ленинград)    | Александр Лукичёв Советская Армия (Москва) |
| Полулёгкий вес (до 64 кг)   | Алексей Илюшин Советская Армия (Москва)        | Олег Степанов Советская Армия (Москва)  | Анзор Марткоплишвили «Динамо» (Тбилиси)    |
| Лёгкий вес (до 68 кг)       | Арон Боголюбов «Динамо» (Ленинград)            | Тенгиз Магалдадзе «Динамо» (Тбилиси)    | Лев Москалёв «Буревестник» (Алма-Ата)      |
| Полусредний вес (до 72 кг)  | Закария Мухиашвили «Динамо» (Тбилиси)          | С. Читашвили Советская Армия (Тбилиси)  | А. Пухашвили «Динамо» (Тбилиси)            |
| Средний вес (до 77 кг)      | Анатолий Бондаренко Советская Армия (Киев)     | Илья Ципурский «Буревестник» (Москва)   | Владимир Панкратов «Динамо» (Москва)       |
| Полутяжёлый вес (до 85 кг)  | Анатолий Юдин «Буревестник» (Москва)           | Анзор Зурабаули «Буревестник» (Тбилиси) | Кирилл Романовский «Буревестник» (Москва)  |
| Тяжёлый вес (свыше 85 кг)   | Анзор Кикнадзе «Динамо» (Тбилиси)              | Анзор Киброцашвили «Буревестник» (Гори) | Василий Усик «Молдова» (Кишинёв)           |